# Matthias Meier
Matthias Meier (* 12. Februar 1880 in Vilsheim; † 6. März 1949 in Darmstadt) war ein deutscher Philosoph.

## Leben
Nach der Promotion zum Doktor der Philosophie in München am 8. März 1909 und der Habilitation 1914 an der Universität München wurde er dort Privatdozent. 1920 wurde er außerordentlicher Professor. 1925 wurde er ordentlicher Professor in Dillingen an der Donau. Am 23. Dezember 1926 wurde er außerordentlicher Professor Philosophie auf scholastischen Grundlagen, Direktor des Instituts für Philosophie und Psychologie (TH Darmstadt). 1929 wurde er Inhaber einer außerordentlichen Professur Philosophie, Pädagogik und Psychologie (TH Darmstadt). Am 1. November 1930 wurde er ordentlicher Professor Philosophie, Pädagogik und Psychologie (TH Darmstadt). Von 1932 bis 1934 war er Dekan Abteilung Kultur- und Staatswissenschaften (TH Darmstadt). Am 7. April 1933 wurde er entlassen. Am 29. März 1934 wurde die Entlassung aufgehoben.

## Schriften (Auswahl)
- Die Lehre des Thomas von Aquino De Passionibus animae. In quellenanalytischer Darstellung. Münster 1912, OCLC 877920949.
- Descartes und die Renaissance. Münster 1914, OCLC 225422573.
- Locke und die Lehre von den eingeborenen Ideen. Fulda 1919, OCLC 163276231.